# Schafhof (Bad Mergentheim)
Schafhof ist ein Wohnplatz auf der Gemarkung des Bad Mergentheimer Stadtteils Wachbach im Main-Tauber-Kreis im Nordosten Baden-Württembergs.

## Geographie
Schafhof liegt etwa einen Kilometer südsüdwestlich von Wachbach und etwa ein Kilometer nordwestlich von Hachtel. In der Nähe des Wohnplatzes entspringt ein Bach aus der Eschentalklinge, der nach etwa 1,5 Kilometern von links und zuletzt Westen nach Hachtel in den Wachbach mündet.

## Verkehr
Schafhof ist aus Richtung Wachbach über einen parallel zur Schafsteige verlaufenden Wirtschaftsweg oder aus Richtung Hachtel über einen nach rechts von der K 2845 abzweigenden Wirtschaftsweg zu erreichen.